# Juan Martín Coggi
Juan Martín «Látigo» Coggi (Fighiera, Santa Fe, 19 de diciembre de 1961) es un exboxeador argentino. Fue campeón mundial tres veces en la categoría peso superligero para la Asociación Mundial de Boxeo: el primer título lo gana en 1987 - 1990 (defendido con éxito cuatro veces), el segundo en 1993 - 1994 (con seis defensas exitosas) y el tercero en 1996. Finalizó su carrera con 75 peleas ganadas (44 de ellas por nockaut) 5 perdidas y 2 empatadas. Obtuvo el récord de tres coronas en una misma categoría. Posee el récord de conquistar y defender la corona mundial seis veces en un año (1993). En 1995 la AMB lo premió con la Corona de Oro y Brillante como Mejor Boxeador de la Asociación Mundial de Boxeo. Ganó tres premios Olimpia de Plata y dos diplomas al mérito (1990 y 2000) por la Fundación Konex.

## Biografía
Fue favorito del Pte. Raúl Alfonsín: rara oportunidad para un boxeador argentino, que el presidente Alfonsín invitara a Látigo Coggi a la residencia presidencial después de obtener por 1.ª vez el campeonato mundial. Tuvo una carrera aficionada estelar, se hace profesional el 2 de abril de 1982, noqueando a Horacio Valdés en cuatro asaltos en La Plata. Coggi ganó siete de sus primeras diez ganadas por nocaut. El primer boxeador que lo aguantó hasta perder por puntos fue Viterman Sánchez, por fallo en el sexto asalto, el 7 de mayo de 1982.

## Carrera profesional
Coggi hizo 21 defensas, con 11 victorias por nocaut. El 9 de marzo de 1985, se cruzó con Adolfo Arce Rossi en Buenos Aires. Arce Rossi fue el primer boxeador en ganarle a Coggi por puntaje luego de diez asaltos. Gana una más, y Coggi empata en diez vueltas con Ramón Collado, el 20 de junio de 1985. Coggi gana otra pelea, en seis asaltos, y luego se cruza con Collado. Y otra vez, empatan con diez asaltos, el 19 de julio de 1986.
El 25 de octubre de ese año, Coggi gana el título argentino Wélter Jr., noqueando a Hugo Hernández al tercer asalto. Con esta campaña, la Asociación Mundial de Boxeo (WBA), pone a Coggi al tope de su lista de challengers para la corona mundial de la división Wélter Jr. Después de otra ganada, Coggi va por el título mundial por 1.ª vez. El campeón del mundo de la WBA, Patrizio Oliva, había destronado al compatriota de Coggi, Ubaldo Sacco, ganándole. Por lo que la pelea de Coggi contra Oliva generó mucha atención en los aficionados del boxeo argentino. Coggi obtiene su primer título con la pelea en Ribera, Italia, el 4 de julio de 1987. Coggi noqueó a Oliva al tercer asalto.
Como Monzón, Coggi fue muy bien visto en Italia, aunque hubiera destronado a un italiano del campeonato mundial. Coggi pelearía en Italia varias veces durante el resto de su carrera. Su primera defensa la hizo en Italia, noqueando a Sang-Ho Lee al 2.º asalto, el 7 de mayo de 1988.
Coggi también ganó fama en Hispanoamérica después de coronarse, particularmente en donde el boxeo es un importante deporte, como México, Panamá, Puerto Rico y Venezuela. Después de batir a Lee, gana cuatro combates sin jugar el título en su país, incluyendo dos de diez asaltos ganados a Jorge Tejada, quien más tarde sería un importante challenger en la división Wélter. Para su 2.ª defensa, Coggi retorna a Italia, con su perenne contendiente Harold Brazier de EE. UU. ganando por puntos unánimes el 21 de enero de 1989.
Su tercera defensa, fue el 29 de abril de 1989, en Italia. Le gana al futuro campeón del mundo, Akibonu Hiranaka, por puntos en doce vueltas. Después de dos más, sin poner en juego su títulos, una pelea fue con la leyenda de Goya Darío "El Tano" Ojeda, Coggi hace cuatro peleas en Francia, comenzando con un nocaut al 4.º asalto sobre Jesse Williams en otra pelea sin exponer el título.
El 24 de marzo de 1990, Coggi le gana al otrora múltiple campeón mundial de los Livianos, José Luis Ramírez, por decisión unánime al 12.º asalto, reteniendo el título. Luego va por la unificación peleando Coggi y el campeón del mundo de la WBC Julio César Chávez; pero nunca se produjo y, según los segundos de Coggi, fue porque Chávez pedía demasiado dinero para pelear con Coggi.
Después de ganarle al rival de Chávez y de Azumah Nelson, Danilo Cabrera por nocaut en el 5.º asalto, Coggi defiende la corona en Niza contra el poco notable Loreto Garza de Sacramento, California, el 17 de agosto. Pero pierde por puntos luego de los doce asaltos. En su siguiente pelea del 11 de noviembre en Buenos Aires, Coggi le gana a Tejada por puntos luego de diez vueltas.
Su siguiente pelea fue muy azarosa: estaba en Sacramento para ver a Garza defender su corona, y negociar una oportunidad de pelea por el título, cuando uno de los boxeadores de semifondo, sufre un accidente de automóvil y se rompe una muñeca. A Coggi le ofrecen reemplazarlo, y bate a Alberto Alcaraz por nocaut en el 7.º asalto, el 1 de diciembre. Coggi gana sus siguientes once peleas, seis por nocaut, antes de retar a Morris East (que había destronado a Hiranaka), para el título de la WBA el 12 de enero de 1993 en Mar del Plata. Coggi logra el campeonato Wélter Jr. por 2.ª vez, noqueando a East en el octavo asalto.
El 10 de abril, hace su 1.ª defensa de su segundo reinado, noqueando al eterno retador del campeonato mundial el portorriqueño Joe Rivera al 7.º asalto, en Mar del Plata. Luego defiende la corona contra Hiroyuki Yoshino el 23 de junio, debutando en Asia, noqueando a Hoshino al 5.º asalto, en Tokio. El 13 de agosto, gana por puntos a José Rafael Barbosa a doce asaltos en Buenos Aires, reteniendo su corona mundial.
El 24 de septiembre, noquea a Guillermo Cruz al 10.º asalto en Tucumán, y luego, el 11 de diciembre, cierra 1993 noqueando a Eder González, también en Tucumán, en el 7.º asalto, en uno de los momentos más vergonzosos que se recuerdan en este deporte. "Látigo"" Coggi fue noqueado por el boxeador colombiano e incapaz de recuperarse fue sostenido entre las cuerdas por sus propios segundos y el propio árbitro que se negaba a dar por finalizado el combate, lo que sumado con la inestimable ayuda de los jueces de mesa, que alargaron los descansos o acortaban los asaltos en función de los intereses del campeón local hicieron que el fraude se perpetrase, mientras una lluvia de objetos caía sobre el ring. Tras este ignominioso suceso la Asociación cuyo cinturón se defendía obligó a una nueva pelea. Ambas peleas fueron por el título mundial.
Con González hubo revancha, el 18 de marzo de 1994. Noquea a González al tercer asalto en Las Vegas, Nevada, reteniendo la copa de la WBA Wélter Jr. Pero en su siguiente defensa, el 17 de septiembre, comenzó una serie de tres combates controversiales con el ganador de Chávez, Frankie Randall, sacándole el título, por decisión unánime en doce vueltas. Después de la pelea, Randall expresó su enojo con Chávez por elegir pelear con otro oponente y no darle la facilidad de ir a una nueva pelea. Coggi sufrió cuatro caídas durante su primera pelea con Randall.
Coggi tuvo dos más ganadas, para luego retar a Randall por 2.ª vez. Coggi gana el campeonato mundial de la WBA Wélter Jr. por tercera vez el 13 de enero de 1996, cuando bate a Randall en el 5.º asalto por decisión técnica. Randall afirmó que le robaron el triunfo, y la WBA ordenó inmediatamente, una 3.ª pelea entre estos dos rivales. Debe mencionarse que Coggi volteó a Randall en el tercer asalto antes de finalizar en el 5.º asalto. La 3.ª pelea Coggi contra Randall tuvo lugar el 16 de agosto, en Buenos Aires. Coggi sufrió un knockdown en el 2.º asalto, y terminan los doce asaltos con ganador a Randall por decisión unánime: 111-117, 112-115, 113-114; y recupera el título de la WBA Wélter Júnior.
El resto de su carrera, Coggi peleó con opositores de 2.º nivel, ganando cinco, tres por nocaut. En su última pelea, el 29 de mayo de 1999, pierde luego de los doce asaltos por decisión unánime, a Michele Pichirillo. Coggi es entrenador de boxeo, y su hijo, Martin Antonio Coggi, ha reunido a un grupo de hijos e hijas de legendarios peleadores como Laila Ali, Héctor Camacho, Julio César Chávez, Irichelle Duran, Roberto Durán, Jackie Frazier-Lyde, Freeda Foreman que entrenan para emular a sus padres.
En 1999 actuó en el filme Comisario Ferro.

## Radicación
Coggi vivió la mayor parte de su vida en Brandsen, provincia de Buenos Aires, en donde se instaló con su familia cuando era niño. Allí dio sus primeros pasos como boxeador y, en las ocasiones que consiguiera los títulos mundiales era recibido por miles de personas, quienes realizaban largas caravanas detrás del ídolo. Hoy en día, aún reside en Brandsen, donde todavía es muy reconocido y querido.
En el año 2000 obtuvo un Premio Konex como uno de los 5 mejores boxeadores de la década en Argentina, otorgado por la Fundación Konex.
En el año 2013 realiza un cameo junto a su hijo Martín en la tira Sos mi hombre, de Canal 13, de temática boxística.

## Récord Profesional
| 75 Ganadas (44 Knockouts), 5 Derrotas, 2 Empates, |        |                        |      |             |            |                                                                |                                               |
| Res.                                              | Record | Rival                  | Tipo | Rd., Tiempo | Día        | Lugar                                                          | Notas                                         |
| Derrota                                           | 75-5-2 | Michele Piccirillo     | UD   | 12          | 1999-05-29 | Bari, Apulia                                                   | Pelea por título UMB peso wélter.             |
| Victoria                                          | 75-4-2 | Dezi Ford              | UD   | 10          | 1998-05-29 | Las Vegas Hilton, Las Vegas, Nevada                            |                                               |
| Victoria                                          | 74-4-2 | Silvio Rojas           | PTS  | 8           | 1998-03-21 | Club Acción, Presidencia Roque Sáenz Peña, Chaco               |                                               |
| Victoria                                          | 73-4-2 | Santiago Ahumada       | RTD  | 1 (10)      | 1998-02-21 | Mar del Plata, Buenos Aires                                    |                                               |
| Victoria                                          | 72-4-2 | Agustín Gurrola        | KO   | 4 (10)      | 1997-09-06 | Centro de Educación Física, Ranchos, Buenos Aires              |                                               |
| Victoria                                          | 71-4-2 | Alberto Zuluaga        | KO   | 2 (10)      | 1996-12-14 | Canal 9 Studios, Buenos Aires                                  |                                               |
| Derrota                                           | 70-4-2 | Frankie Randall        | UD   | 12          | 1996-08-16 | Sociedad Alemana, Villa Ballester, Buenos Aires                | Pierde título mundial AMB peso superligero.   |
| Victoria                                          | 70-3-2 | Frankie Randall        | TD   | 5 (12)      | 1996-01-13 | Jai Alai Frontón, Miami, Florida                               | Gana título mundial AMB peso superligero.     |
| Victoria                                          | 69-3-2 | Hiroyuki Sakamoto      | UD   | 10          | 1995-05-06 | Korakuen Hall, Tokio                                           |                                               |
| Victoria                                          | 68-3-2 | Ildemar José Paisan    | UD   | 10          | 1995-04-08 | Canal 9 Estudios, Buenos Aires                                 |                                               |
| Derrota                                           | 67-3-2 | Frankie Randall        | UD   | 12          | 1994-09-17 | MGM Grand, Las Vegas, Nevada                                   | Pierde título mundial AMB peso superligero.   |
| Victoria                                          | 67-2-2 | Mario Morales          | KO   | 3 (10)      | 1993-04-17 | Buenos Aires                                                   |                                               |
| Victoria                                          | 66-2-2 | Eder González          | TKO  | 3 (12)      | 1994-03-18 | MGM Grand, Las Vegas, Nevada                                   | Defiende título mundial AMB peso superligero. |
| Victoria                                          | 65-2-2 | Eder González          | TKO  | 7 (12)      | 1993-12-17 | Club Defensores de Villa Luján, San Miguel de Tucumán, Tucumán | Defiende título mundial AMB peso superligero. |
| Victoria                                          | 63-2-2 | Guillermo Cruz         | TKO  | 10 (12)     | 1993-12-17 | Club Defensores de Villa Luján, San Miguel de Tucumán, Tucumán | Defiende título mundial AMB peso superligero. |
| Victoria                                          | 62-2-2 | José Rafael Barboza    | UD   | 12          | 1993-08-13 | Club Atlético Lanús, Lanús, Buenos Aires                       | Defiende título mundial AMB peso superligero. |
| Victoria                                          | 61-2-2 | Hiroyuki Yoshino       | TKO  | 5 (12)      | 1993-06-23 | Korakuen Hall, Tokio                                           | Defiende título mundial AMB peso superligero. |
| Victoria                                          | 60-2-2 | José Antonio Rivera    | TKO  | 7 (12)      | 1993-04-10 | Estadio Super Domo, Mar del Plata, Buenos Aires                | Defiende título mundial AMB peso superligero. |
| Victoria                                          | 59-2-2 | Domingo Martínez       | KO   | 3           | 1993-02-22 | Estadio Super Domo, Mar del Plata, Buenos Aires                |                                               |
| Victoria                                          | 58-2-2 | Morris East            | TKO  | 8 (12)      | 1993-01-12 | Estadio Super Domo, Mar del Plata, Buenos Aires                | Gana título mundial AMB peso superligero.     |
| Victoria                                          | 57-2-2 | Juan Alberto Contreras | KO   | 8 (10)      | 1992-09-11 | Bella Vista, Buenos Aires                                      |                                               |
| Victoria                                          | 56-2-2 | Eduardo Jacques        | KO   | 6           | 1992-08-14 | Buenos Aires                                                   |                                               |
| Victoria                                          | 55-2-2 | Francisco Frasqueri    | PTS  | 10          | 1992-05-02 | Buenos Aires                                                   |                                               |
| Victoria                                          | 54-2-2 | Julián Rodríguez       | KO   | 3 (10)      | 1992-04-03 | La Plata, Buenos Aires                                         |                                               |
| Victoria                                          | 53-2-2 | Joseph Alexander       | PTS  | 10          | 1991-11-17 | Carpentras, Vaucluse                                           |                                               |
| Victoria                                          | 52-2-2 | Juan Alberto Contreras | KO   | 10          | 1991-09-06 | Buenos Aires                                                   |                                               |
| Victoria                                          | 51-2-2 | Fernando Segura        | KO   | 7           | 1991-07-27 | Buenos Aires                                                   |                                               |
| Victoria                                          | 50-2-2 | Francisco Cuesta       | PTS  | 10          | 1991-06-29 | Buenos Aires                                                   |                                               |
| Victoria                                          | 49-2-2 | Ricardo Espinosa       | KO   | 5 (10)      | 1991-04-13 | San Salvador de Jujuy, Jujuy                                   |                                               |
| Victoria                                          | 48-2-2 | Dwayne Swift           | PTS  | 8           | 1991-03-07 | Palacio de Deportes, Madrid, Madrid                            |                                               |
| Victoria                                          | 47-2-2 | Néstor Gil             | PTS  | 10          | 1990-12-21 | Cañuelas, Buenos Aires                                         |                                               |
| Victoria                                          | 46-2-2 | Alberto Alcaraz        | TKO  | 7 (10)      | 1990-12-01 | ARCO Arena, Sacramento, California                             |                                               |
| Victoria                                          | 45-2-2 | Jorge Tejada           | PTS  | 10          | 1990-11-10 | Villa Dolores, Córdoba                                         |                                               |
| Derrota                                           | 44-2-2 | Loreto Garza           | MD   | 12          | 1990-04-23 | Palais des Congrès Acropolis, Niza, Alpes-Marítimos            | Pierde título mundial AMB peso superligero.   |
| Victoria                                          | 44-1-2 | Danilo Cabrera         | KO   | 5           | 1990-04-23 | Nogent-le-Phaye, Eure-et-Loir                                  |                                               |
| Victoria                                          | 43-1-2 | José Luis Ramírez      | UD   | 12          | 1990-03-24 | Ajaccio, Corse-du-Sud                                          | Defiende título mundial AMB peso superligero. |
| Victoria                                          | 42-1-2 | Jesse Williams         | KO   | 4 (8)       | 1989-12-30 | Amiens, Somme                                                  |                                               |
| Victoria                                          | 41-1-2 | Antonio Ojeda          | PTS  | 10          | 1989-10-14 | Concordia, Entre Ríos                                          |                                               |
| Victoria                                          | 40-1-2 | Omar Alegre            | TKO  | 9 (10)      | 1989-09-22 | Córdoba, Córdoba                                               |                                               |
| Victoria                                          | 39-1-2 | Akinobu Hiranaka       | UD   | 12          | 1989-04-29 | Palazzo dello Sport, Vasto, Abruzzo                            | Defiende título mundial AMB peso superligero. |
| Victoria                                          | 38-1-2 | Raúl Bianco            | KO   | 2 (10)      | 1989-02-25 | Villa Carlos Paz, Córdoba                                      |                                               |
| Victoria                                          | 37-1-2 | Harold Brazier         | UD   | 12          | 1989-01-21 | Palazzo dello Sport, Vasto, Abruzzo                            | Defiende título mundial AMB peso superligero. |
| Victoria                                          | 36-1-2 | Jorge Tejada           | PTS  | 10          | 1988-12-02 | Mar del Plata, Buenos Aires                                    |                                               |
| Victoria                                          | 35-1-2 | Jorge Tejada           | PTS  | 10          | 1988-10-14 | Guernica, Buenos Aires                                         |                                               |
| Victoria                                          | 34-1-2 | Osvaldo Maldonado      | KO   | 6 (10)      | 1988-08-12 | Trelew, Chubut                                                 |                                               |
| Victoria                                          | 33-1-2 | Lee Sang-Ho            | KO   | 2 (12)      | 1988-05-07 | Roseto degli Abruzzi, Abruzzo                                  | Defiende título mundial AMB peso superligero. |
| Victoria                                          | 32-1-2 | Mario Araya            | KO   | 6 (10)      | 1988-02-19 | Catamarca, Catamarca                                           |                                               |
| Victoria                                          | 31-1-2 | Patrizio Oliva         | KO   | 3 (15)      | 1987-07-04 | Palazzo dello Sport, Ribera, Sicilia                           | Gana título mundial AMB peso superligero.     |
| Victoria                                          | 30-1-2 | José Magarino          | KO   | 5 (10)      | 1987-04-04 | General Roca, Río Negro                                        |                                               |
| Victoria                                          | 29-1-2 | Hugo Hernández         | KO   | 3 (12)      | 1986-10-25 | Luna Park, Buenos Aires                                        | Gana título argentino peso superligero.       |
| Empate                                            | 28-1-2 | Ramón Collado          | PTS  | 10          | 1986-07-19 | La Plata, Buenos Aires                                         |                                               |
| Victoria                                          | 28-1-1 | José Luis Saldivia     | KO   | 2 (10)      | 1986-06-14 | Santa María, Córdoba                                           |                                               |
| Victoria                                          | 27-1-1 | Edecio Molina Ortiz    | PTS  | 10          | 1986-04-05 | Luna Park, Buenos Aires                                        |                                               |
| Victoria                                          | 26-1-1 | Sergio Brites          | KO   | 5 (10)      | 1986-03-07 | Mar del Plata, Buenos Aires                                    |                                               |
| Victoria                                          | 25-1-1 | Rubén Verdun           | TD   | 7 (10)      | 1985-10-26 | Rojas, Buenos Aires                                            |                                               |
| Victoria                                          | 24-1-1 | Oscar Sosa             | RTD  | 7 (10)      | 1985-08-31 | Rojas, Buenos Aires                                            |                                               |
| Empate                                            | 23-1-1 | Ramón Collado          | PTS  | 10          | 1985-06-20 | Las Flores, Buenos Aires                                       |                                               |
| Victoria                                          | 23-1-0 | Ramón Jara             | TKO  | 7 (10)      | 1985-05-11 | Luna Park, Buenos Aires                                        |                                               |
| Derrota                                           | 22-1-0 | Adolfo Omar Arce Rossi | PTS  | 10          | 1985-03-09 | Luna Park, Buenos Aires                                        |                                               |
| Victoria                                          | 22-0-0 | Miguel Ángel Pereyra   | PTS  | 10          | 1985-02-22 | Mar del Plata, Buenos Aires                                    |                                               |
| Victoria                                          | 21-0-0 | Marcelo Villagra       | PTS  | 10          | 1984-11-11 | Bandera de Argentina                                           |                                               |
| Victoria                                          | 20-0-0 | Ramón Collado          | PTS  | 10          | 1984-09-01 | Luna Park, Buenos Aires                                        |                                               |
| Victoria                                          | 19-0-0 | Pedro Gutiérrez        | KO   | 1 (10)      | 1984-08-10 | La Plata, Buenos Aires                                         |                                               |
| Victoria                                          | 18-0-0 | Ricardo Espinosa       | TKO  | 2 (10)      | 1984-06-23 | Luna Park, Buenos Aires                                        |                                               |
| Victoria                                          | 17-0-0 | Ricardo Espinosa       | PTS  | 10          | 1984-03-09 | Mar del Plata, Buenos Aires                                    |                                               |
| Victoria                                          | 16-0-0 | Marcelo Villagra       | PTS  | 10          | 1984-02-10 | Las Flores, Buenos Aires                                       |                                               |
| Victoria                                          | 15-0-0 | Romulo Ibarra          | PTS  | 10          | 1983-12-23 | Brandsen, Buenos Aires                                         |                                               |
| Victoria                                          | 14-0-0 | Aníbal Ozuna           | KO   | 2 (10)      | 1983-12-07 | Buenos Aires                                                   |                                               |
| Victoria                                          | 13-0-0 | Apolinario Romero      | PTS  | 10          | 1983-11-09 | Luna Park, Buenos Aires                                        |                                               |
| Victoria                                          | 12-0-0 | Aníbal Ozuna           | PTS  | 10          | 1983-10-14 | La Plata, Buenos Aires                                         |                                               |
| Victoria                                          | 11-0-0 | Sergio Brites          | KO   | 2 (10)      | 1983-06-15 | Luna Park, Buenos Aires                                        |                                               |
| Victoria                                          | 10-0-0 | Apolinario Romero      | PTS  | 10          | 1983-05-18 | Buenos Aires                                                   |                                               |
| Victoria                                          | 9-0-0  | Carlos Fallone         | KO   | 7 (10)      | 1983-04-08 | José C. Paz, Buenos Aires                                      |                                               |
| Victoria                                          | 8-0-0  | Osvaldo Colros         | KO   | 1 (10)      | 1983-02-11 | Brandsen, Buenos Aires                                         |                                               |
| Victoria                                          | 7-0-0  | Norberto Ramírez       | PTS  | 8           | 1982-12-10 | Brandsen, Buenos Aires                                         |                                               |
| Victoria                                          | 6-0-0  | Carlos Fallone         | KO   | 7 (8)       | 1982-11-12 | Brandsen, Buenos Aires                                         |                                               |
| Victoria                                          | 5-0-0  | Rogelio Florentin      | KO   | 2 (6)       | 1982-10-27 | Brandsen, Buenos Aires                                         |                                               |
| Victoria                                          | 4-0-0  | Felipe Báez            | TKO  | 4 (10)      | 1982-09-10 | Brandsen, Buenos Aires                                         |                                               |
| Victoria                                          | 3-0-0  | Raúl Gramasco          | KO   | 2 (6)       | 1982-06-11 | Brandsen, Buenos Aires                                         |                                               |
| Victoria                                          | 2-0-0  | Viterman Sánchez       | PTS  | 6           | 1982-05-07 | La Plata, Buenos Aires                                         |                                               |
| Victoria                                          | 1-0-0  | Horacio Valdez         | KO   | 4 (6)       | 1982-04-02 | La Plata, Buenos Aires                                         | Debut profesional.                            |